# Bolums socken

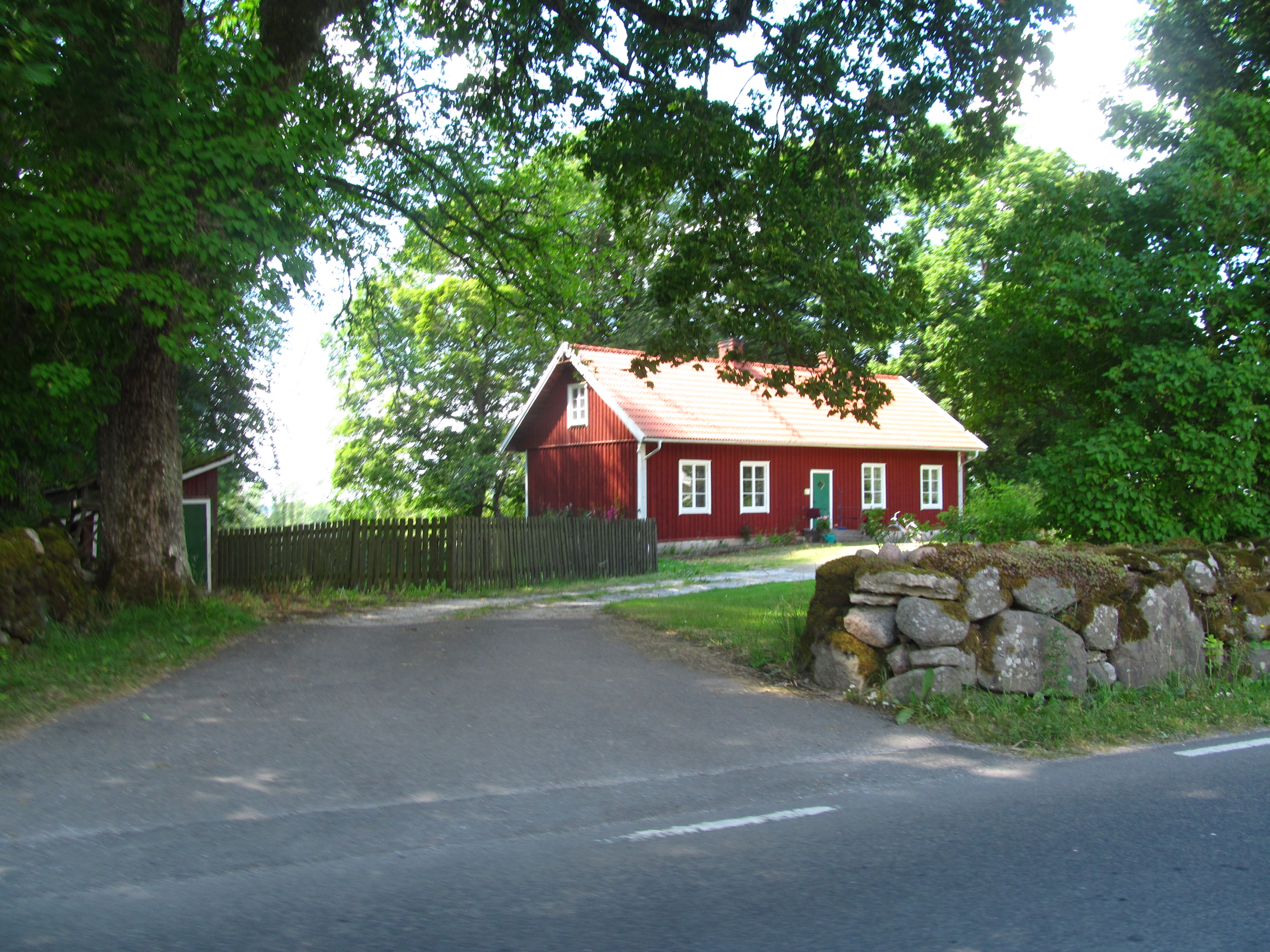
Bolums gamla kyrkplats och gamla småskola. Numera privatbostad.

Bolums socken i Västergötland ingick i Valle härad och är sedan 1974 en del av Falköpings kommun, från 2016 inom Broddetorps distrikt.
Socknens areal är 32,57 kvadratkilometer varav land 30,31. Här fanns 300 invånare år 1987, sista året med officiell statistik. Kyrkbyn Broddetorp med sockenkyrkan Broddetorps kyrka, gemensam för flera socknar, ligger i socknen.

## Administrativ historik
Socknen har medeltida ursprung. 
Vid kommunreformen 1862 övergick socknens ansvar för de kyrkliga frågorna till Bolums församling och för de borgerliga frågorna bildades Bolums landskommun. Landskommunen uppgick 1952 i Gudhems landskommun som 1974 uppgick i Falköpings kommun. Församlingen uppgick 1989 i Broddetorps församling. Bolums socken utgjorde då 46% av ytan och 41% av befolkningen i den nya församlingen. År 2006 uppgick Broddetorps församling i återbildade Hornborga församling.
1 januari 2016 inrättades distriktet Broddetorp, med samma omfattning som Broddetorps församling fick 1989, och vari detta sockenområde ingår.
Socknen har tillhört län, fögderier, tingslag och domsagor enligt vad som beskrivs i artikeln Valle härad. De indelta soldaterna tillhörde Skaraborgs regemente, Höjentorps kompani och Västgöta regemente, Gudhems kompani.

## Geografi
Bolums socken ligger sydost om Skara sydväst om Billingen med Hornborgasjön i väster. Socknen är slättbygd nedanför Billingen.
Inom socknen ligger Bjällum, en gammal sätesgård som innehavts av Karl Ingeborgasson (Lejonbalk).

## Fornlämningar
Boplatser, lösfynd och gånggrifter från stenåldern är funna. Från bronsåldern finns gravrösen. Från järnåldern finns gravhögar, stensättningar och domarringar. En runsten har påträffats.

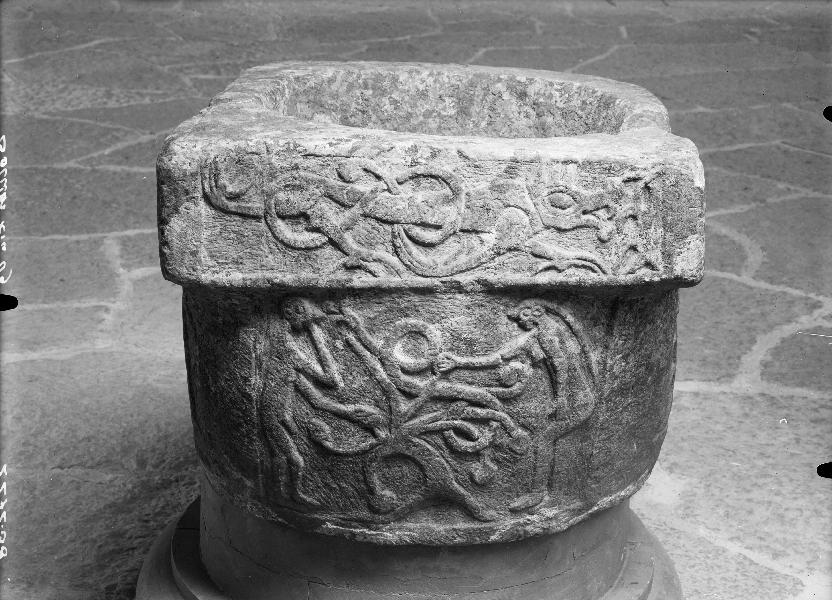
Dopfunt från 1100-talet

## Namnet
Namnet skrevs 1397 Buleem och kommer från kyekbyn. Efterleden är hem, 'boplats; gård'. Förleden kan innehålla bol, 'stor'.